# Mercedes-Benz M156
Il Mercedes-Benz M156 è un motore a scoppio ad alte prestazioni prodotto dal 2006 al 2015 dalla Casa motoristica AMG, per la sua Casa madre Mercedes-Benz, che l'ha utilizzato su diversi suoi modelli.

## Profilo e caratteristiche

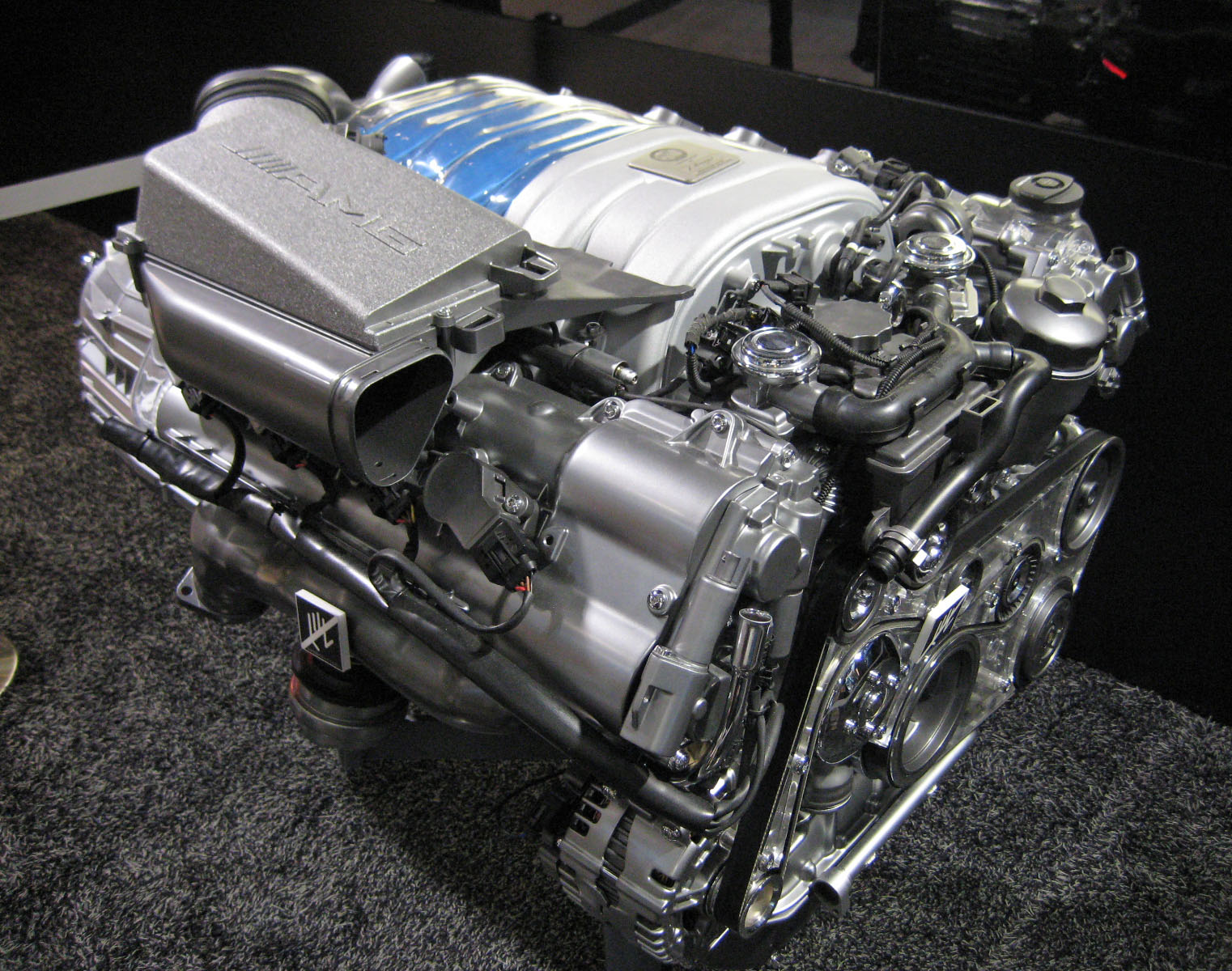
Vista integrale del motore M156

Questo motore di tipo V8 va ad affiancare ed in seguito a sostituire il M113E55ML  5.4 litri Kompressor M113, altro potente V8 Mercedes-Benz rivisto anche dalla AMG, ormai storico reparto sportivo della Casa tedesca. A differenza del suo predecessore, il motore M156 non è un motore Mercedes-Benz rivisto dalla AMG, ma un motore progettato e realizzato esclusivamente da quest'ultima, il primo, forse, di una serie.

Forte di prestazioni comprese fra 457 e 525 CV, questo motore da 6.2 litri durante la sua produzione è stato per un periodo il V8 aspirato  per autovetture di serie più potente al mondo, superato nel 2010 da un altro motore AMG, strettamente imparentato con l'M156, ossia il motore M159 descritto più avanti. Alcune caratteristiche sono frutto dell'esperienza in campo sportivo dell'azienda di Affalterbach, che da diversi decenni collabora con Mercedes-Benz nelle competizioni. Inoltre, AMG dichiara che rispetto ad altri motori di pari categoria, il motore M156 può erogare circa il 20% in più di coppia motrice, dimostrandosi così sensibilmente più elastico.

Interamente costruito utilizzando una speciale lega di alluminio ad alta resistenza, il motore M156 utilizza anche un collettore di aspirazione a geometria variabile, dotato di due farfalle, mentre la distribuzione utilizza punterie a bicchierino che gli permettono di minimizzare gli attriti e di poter funzionare a regimi decisamente alti. La fasatura variabile su entrambi i lati (aspirazione e scarico) permette di ottimizzare l'erogazione di coppia motrice a seconda del carico del motore.

Riassumendo, queste sono le caratteristiche principali del motore M156:
- architettura di tipo V8 superquadro;
- angolo di 90° tra le due bancate;
- monoblocco e testate in lega di alluminio;
- alesaggio e corsa: 102.2x94.6 mm;
- cilindrata: 6208 cm³;
- distribuzione a doppio asse a camme in testa per bancata;
- testate a 4 valvole per cilindro;
- punterie distribuzione a bicchierino;
- fasatura variabile lato aspirazione e scarico;
- collettore di aspirazione a geometria variabile;
- rapporto di compressione: 11.3:1;
- alimentazione ad iniezione elettronica;
- lubrificazione a carter umido;
- albero a gomiti su 5 supporti di banco.

### Applicazioni
Le prestazioni del motore M156 variano a seconda del tipo di vettura su cui vengono montati. Nella seguente tabella vengono mostrate le differenti applicazioni ed i diversi livelli di potenza in cui è stato reso disponibile il motore M156.
| Variante | Potenza CV/rpm | Coppia Nm/rpm | Applicazioni                            | Anni di produzione |
| -------- | -------------- | ------------- | --------------------------------------- | ------------------ |
| 1.       | 457/6800       | 600/5000      | Mercedes-Benz C63 AMG W204              | 03/2007-06/2015    |
| 2.       | 481/6800       | 630/5000      | Mercedes-Benz CLK63 AMG W209            | 2006-09            |
| 3.       | 487/6800       | 600/5000      | Mercedes-Benz C63 AMG Performance W204  | 11/2009-12/2013    |
| 4.       | 510/6800       | 630/5200      | Mercedes-Benz ML63 AMG W164             | 2006-11            |
| 4.       | 510/6800       | 630/5200      | Mercedes-Benz R63 AMG W251              | 2006-07            |
| 5.       | 514/6800       | 630/5200      | Mercedes-Benz E63 AMG W211              | 2006-09            |
| 5.       | 514/6800       | 630/5200      | Mercedes-Benz CLS63 AMG                 | 2006-10            |
| 6.       | 507/6800       | 610/5200      | Mercedes-Benz C63 AMG Edition 507 W204  | 06/2013-06/2015    |
| 7.       | 517/6800       | 620/5200      | Mercedes-Benz C63 AMG Black Series W204 | 2012               |
| 8.       | 525/6800       | 630/5200      | Mercedes-Benz E63 AMG W212              | 2009-11            |
| 8.       | 525/6800       | 630/5200      | Mercedes-Benz S63 AMG W221              | 2006-10            |
| 8.       | 525/6800       | 630/5200      | Mercedes-Benz CL63 AMG                  | 2006-10            |
| 8.       | 525/6800       | 630/5200      | Mercedes-Benz SL63 AMG R230             | 2008-11            |

## Motore M159
Il motore M159 era un'evoluzione del motore M156: partendo dal "normale" V8 AMG, ne furono ancor più perfezionati il comparto aspirazione e quello della distribuzione. Anche il collettore di scarico, del tipo 4-2-1 (in tale configurazione permette una migliore risposta ai bassi regimi), ricevette ulteriori rivisitazioni.